# Michele Iacobucci
Michele Iacobucci, o Jacobucci, (L'Aquila, 26 marzo 1832 – L'Aquila, 15 febbraio 1891) è stato un politico italiano.

## Biografia
Nato all'Aquila nel 1832 da Mariano e Leonardina Di Rienzo, diventò avvocato; si sposò nel 1856 con la nobile teramana Margherita, figlia del conte Gregorio De Filippis Delfico e sorella, tra gli altri, di Troiano e Melchiorre, da cui ebbe almeno due figli, Berenice (madre di Luigi Signorini Corsi) e Mariano. Fu sindaco dell'Aquila tra il 1858 e il 1860 e nuovamente tra il 1874 e il 1885; ebbe inoltre l'incarico di presidente della deputazione provinciale della provincia dell'Aquila. Fu un appassionato di alpinismo e fondò la sezione aquilana del Club Alpino Italiano, diventandone primo presidente. Morì di malattia nel 1891 nella sua città natale, a 58 anni.